# Бар-Цви, Моше
Моше́ Бар-Цви (Мильман Моисей Григорьевич, Миша Бар-Цви, 10 апреля 1922, Сатанов, Каменец-Подольской области, Украина — 15 марта 2001, Тель-Авив, Израиль) — участник Второй мировой войны и Войны за независимость Израиля, ветеран Красной армии, один из первых летчиков Армии обороны Израиля, писатель.

## Биография
Вырос в религиозной еврейской семье торговца Гирша-Шломо Мильмана в местечке Сатанов Каменец-Подольской области. Сестры — Женя и Ида, брат — Лев. Окончил семилетнюю украинскую школу. В сентябре 1940 года призван в Красную Армию. Вскоре после призыва был переведен из пехоты в авиацию, зимой 1941 года направлен в штурманское училище в Чкалове. Обучался технике ночных бомбардировок и по окончании учёбы в 1943 году получил звание младшего лейтенанта. С 1944 года — штурман 3 авиаэскадрильи 408-го бомбардировочного Алленштайнского Краснознаменного авиационного полка. Начиная с февраля 1945 года участвовал в серии массированных бомбардировок в районе Балтийского моря, Щецина, Кенигсберга и Берлина. Воевал на американском самолёте Дуглас А-20, в конце войны тренировался летать на бомбардировщике Ту-2. Вся его семья, кроме одной из сестер, погибла в Холокосте.
Узнав о массовом убийстве евреев и гибели родных, столкнувшись с антисемитизмом во время службы в Польше, решил репатриироваться в Эрец-Исраэль. Дезертировал из Красной армии в июне 1946 года и нелегально перешел на территорию западной Германии. В рамках Алии Бет прибыл с группой активистов движения «Бейтар» во Францию. Оттуда, из порта Сет, 18 января 1947 года отплыл в сторону Палестины вместе с другими 646 пассажирами на борту бригантины «Ланегев». После захвата судна британцами у побережья Кейсарии был депортирован на Кипр. Через месяц получил разрешение вернуться в Хайфу, откуда был отправлен в лагерь для задержанных «нелегальных репатриантов» в Атлите.
После освобождения из Атлита, не имея документов, был вынужден работать грузчиком и строителем. 12 июня 1948 года получил повестку в формирующуюся Армию обороны Израиля. Был призван в артиллерию, где сражался под командованием Ицхака Саде.
После настойчивых требований направить его в ВВС, попал в качестве штурмана самолётов генерального штаба. Служил вместе с пилотами Махаль, с которыми принял участие в большом количестве операций. С октября 1948 года перешел служить в Рамат-Давид в 103-ю транспортно-бомбардировочную эскадрилью, где присоединился к авиаторам, репатриировавшимся главным образом из Польши и других стран Восточной Европы. Принимал участие в боях над Эль-Ариш, Беэр-Шевой, Содомом, в операции «Увда».
С переводом в 103-ю эскадрильи в Экрон (Тель-Ноф) Моше Бар-Цви продолжил летать на юг, был задействован в выброске парашютистов и воздушной разведке. В конце боевых действий остался в эскадрилье в должности штурмана-инструктора, затем — в должности инструктора тренировочной базы. До 1955 года обучал штурманов в летной школе ЦАХАЛа. В том же году демобилизовался по болезни в звании майора. До 1988 года работал телевизионным техником, разрабатывал различные курсы, связанные с телевидением и компьютерами, а также участвовал в повышения квалификации технических специалистов. Его книги по теме телевизионной техники получили в Израиле признание и долго использовались в качестве учебников.
Моше Бар-Цви является автором книг по истории, технике и мемуаров, посвященных его службе в армии двух стран. Скончался 15 марта 2001 года, похоронен в Петах-Тикве.